# Cyphomyrmex rimosus
Cyphomyrmex rimosus är en myrart som först beskrevs av Maximilian Spinola 1851.  Cyphomyrmex rimosus ingår i släktet Cyphomyrmex och familjen myror. Inga underarter finns listade i Catalogue of Life.

## Bildgalleri

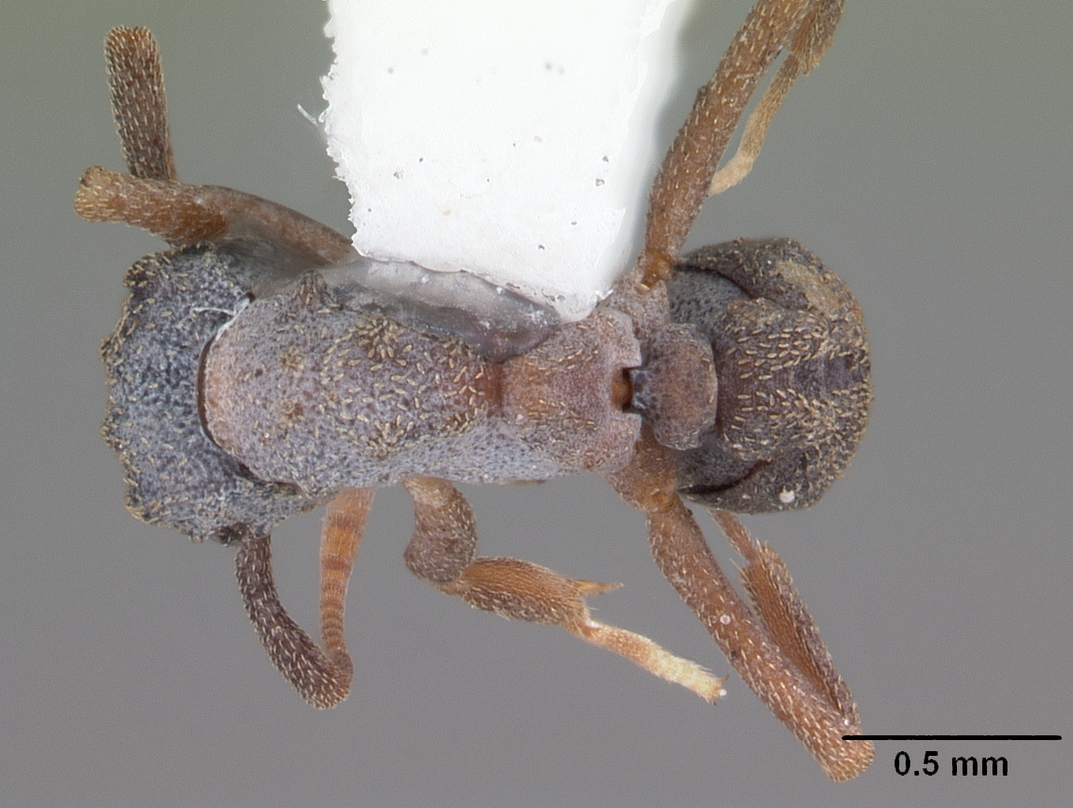
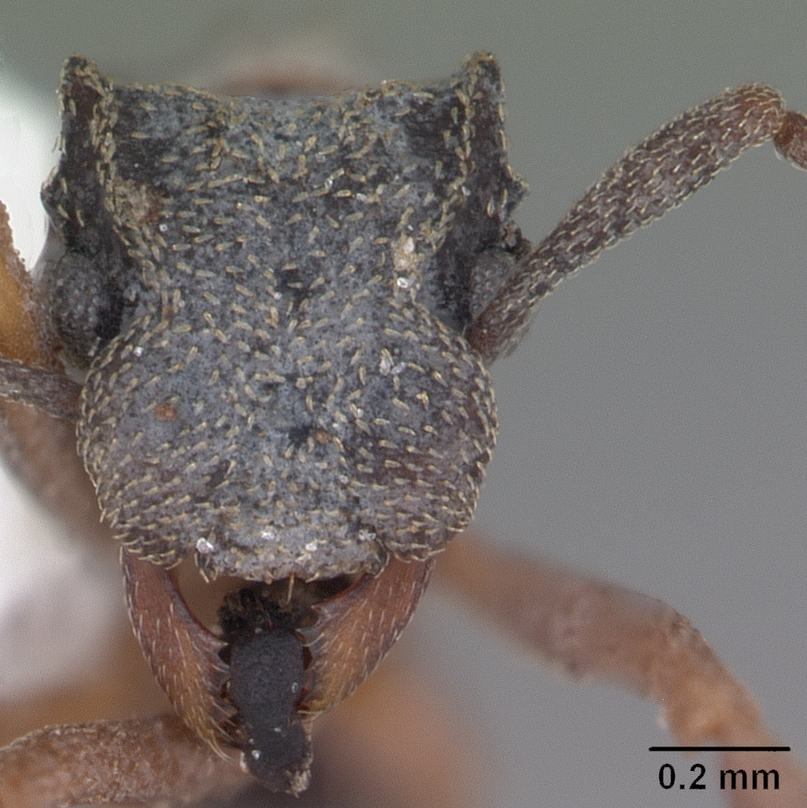
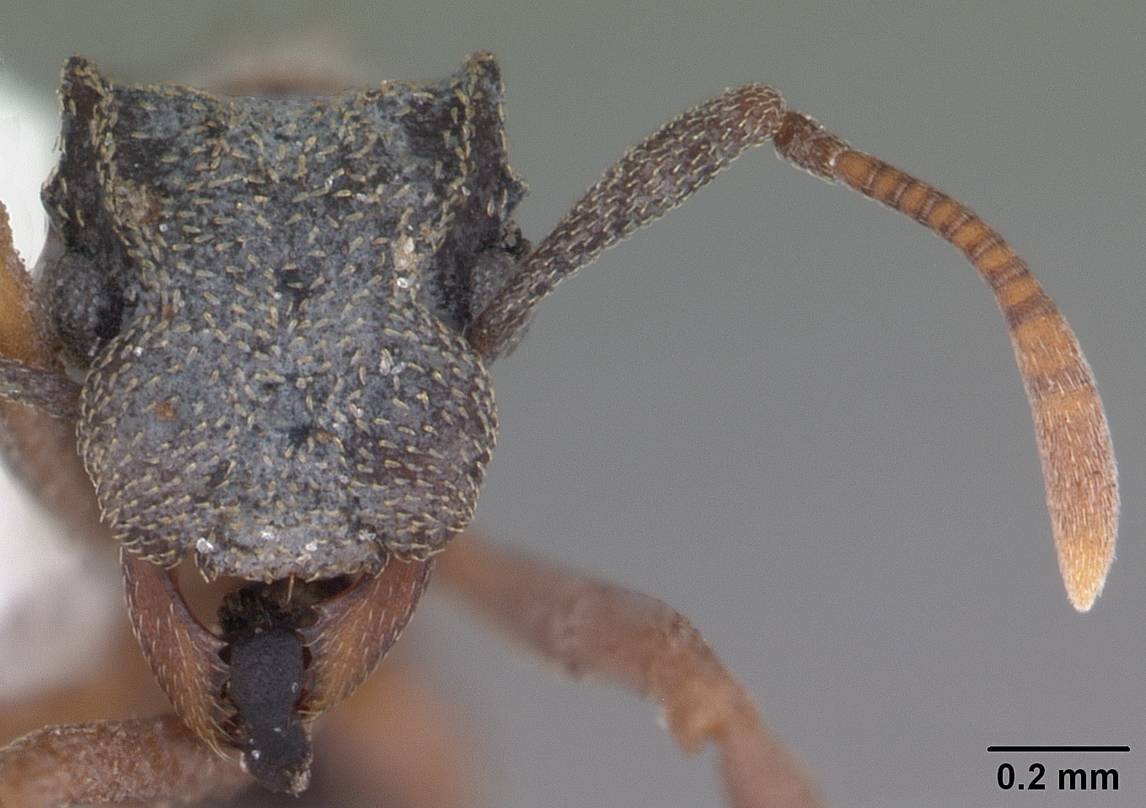
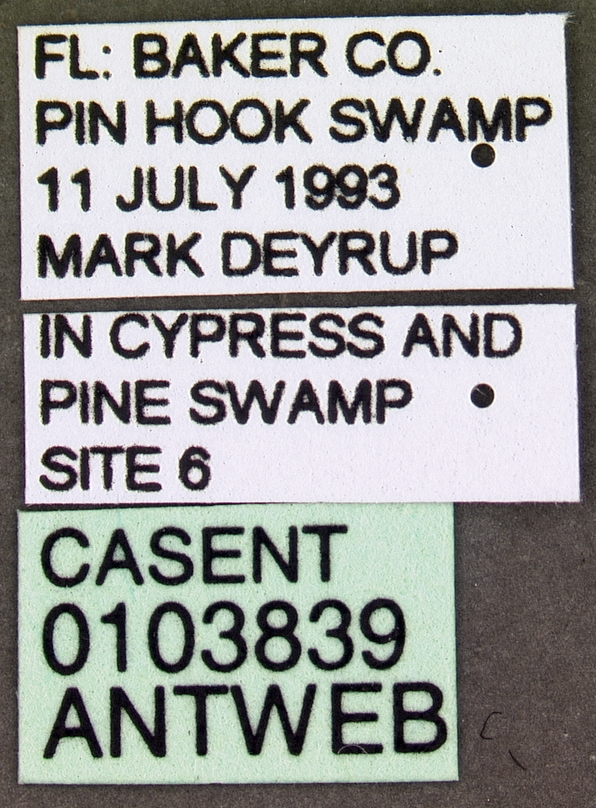
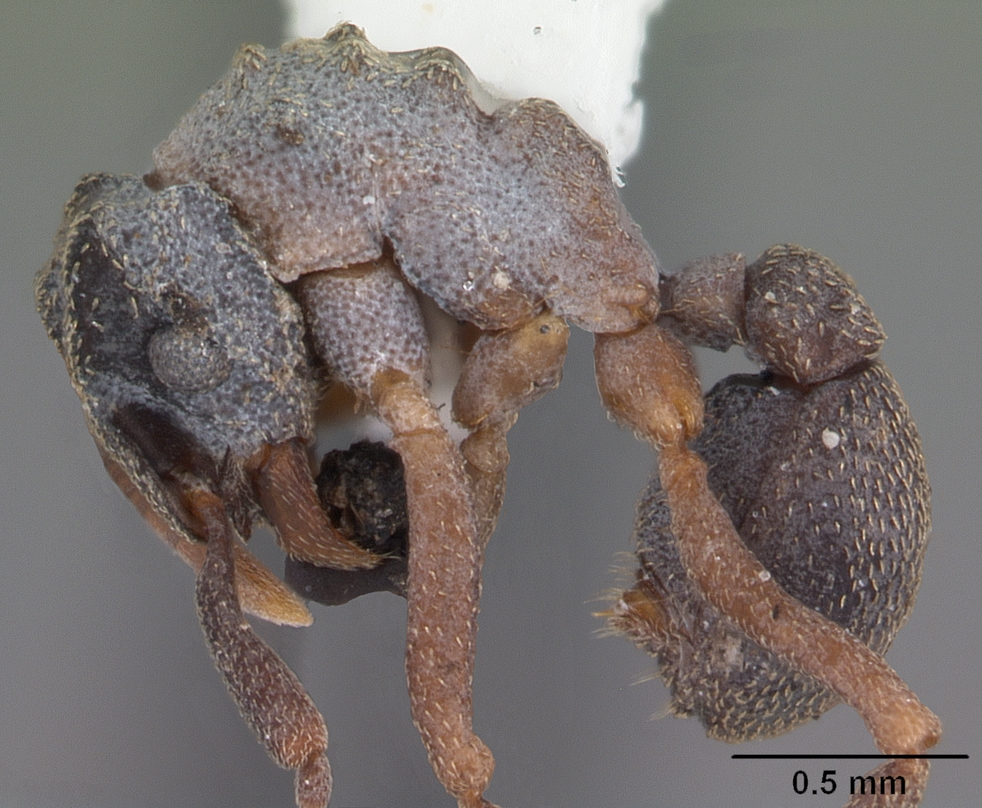
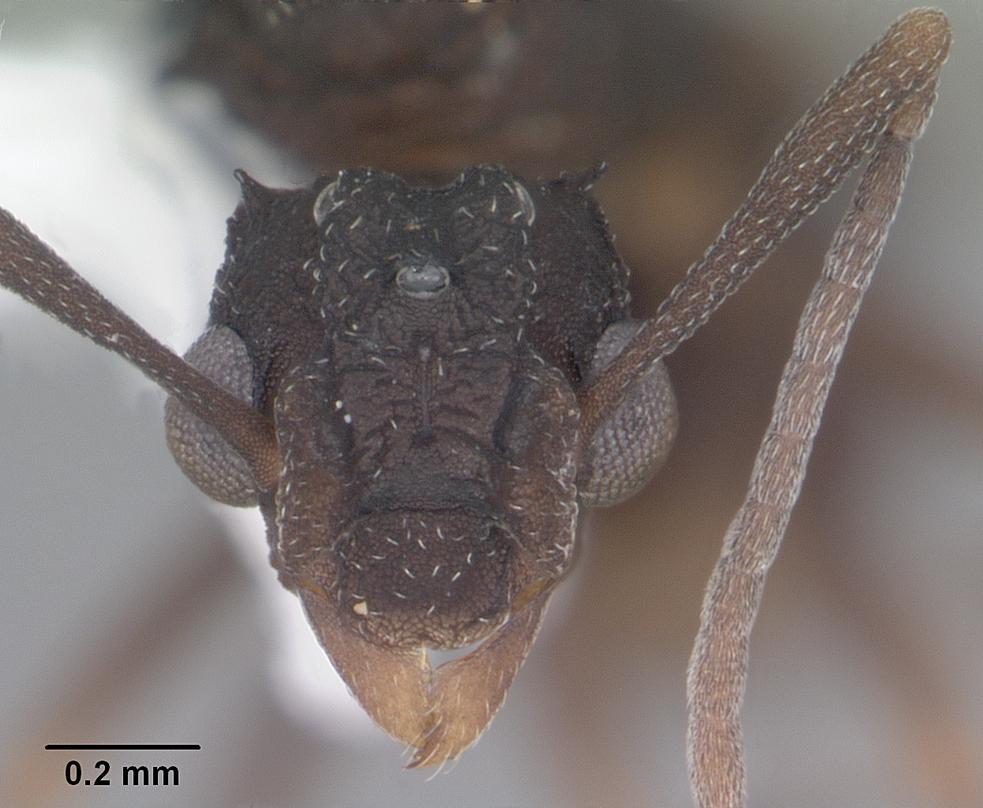